# Diogo da Rocha
Diogo da Rocha foi um navegador português. A mando de Jorge de Meneses, governador das Ilhas Molucas, com o seu piloto Gomes de Sequeira foram os primeiros europeus a encontrar ilhas "a leste de Mindanau, como as ilhas de São Lázaro" (possivelmente Ulithi ) por volta de 1526.  Assim como as Ilhas Carolinas do Estados Federados da Micronésia a quem deu o nome do seu piloto: Ilhas de Sequeira.